# 黄琪轩
黄琪轩，四川泸州人，上海交通大学国际与公共事务学院副教授。

## 生平
本科毕业于南开大学，获南开大学法学学士、经济学学士双学位，后在北京大学深造，获北京大学法学硕士、法学博士学位。
研究领域包括国际政治经济学与比较政治经济学、发展的政治经济分析、科学与技术的政治经济学、政治经济学与国家安全。

## 教育背景
- 北京大学 (2006--2009) 博士 行政管理专业 企业与政府方向
- 康奈尔大学 (2007-2008) 联合培养博士生 政治经济学
- 北京大学 (2003-2006) 硕士 政治学专业 政府经济学方向
- 南开大学 (1999-2003) 双学士 政治学（法学学士） 经济学（经济学学士）

## 著作
- 《工业化成本转移与中国资本市场过度投机》
- 《<读书>中的政治哲学与政治科学》
- 《找回国家》
- 《国家引导的发展》
- 《大国权力转移与技术变迁》[1]